# Bursera occulta
Bursera occulta är en tvåhjärtbladig växtart som beskrevs av Mcvaugh & Rzedowski. Bursera occulta ingår i släktet Bursera och familjen Burseraceae. Inga underarter finns listade i Catalogue of Life.